# Макушинский, Ярослав Игоревич
Ярослав Игоревич Макушинский (бел. Яраслаў Ігаравіч Макушынскі; род. 5 марта 1998, Калинковичи, Гомельская область) — белорусский футболист, полузащитник клуба «Витебск».

## Карьера

### Молодёжная карьера
Начинал заниматься футболом в Калинковичской ДЮСШ-1, где первоначально выступал на позиции нападающего. В юношеском возрасте перебрался в минскую СДЮШОР «Динамо», где позже стал выступать за дубль минского «Динамо». В июле 2017 года футболист проходил просмотр в мозырской «Славии». Вскоре футболист успешно прошёл просмотр в клубе и был заявлен в команду. Однако по ходу сезона являлся игроком дублирующего состава и не вызывался для игр с основной командой. По окончании сезона покинул клуб.

### «Локомотив» Гомель
В феврале 2018 года футболист стал игроком гомельского «Локомотива». Дебютировал за клуб 6 апреля 2018 года в матче против «Орши», выйдя на поле в стартовом составе. Футболист сразу же закрепился в основной команде клуба, восстановившись после травмы, полученной в первых матчах, однако результативными действиями не отличился. По итогу дебютного сезона футболист вместе с клубом занял итоговое шестое место в чемпионате.
Новый сезон футболист начал с матча 13 апреля 2019 года против микашевичского «Гранита», выйдя на замену в начале второго тайма. Дебютный гол за клуб забил 16 ноября 2019 года в матче против «Слонима-2017». Футболист на протяжении всего сезона оставался одним из ключевых игроков клуба, вместе с которым закончил чемпионат на итоговом четвёртом месте. Следующий сезон футболист начинал также с гомельским клубом, где стал выходить на поле со скамейки запасных. В июле 2020 года футболист покинул клуб.

### «Смолевичи»
В июле 2020 года футболист присоединился к «Смолевичам». Дебютировал за клуб, а также в Высшей лиге, в матче 26 июля 2020 года против солигорского «Шахтёра», выйдя на замену на 67 минуте. Провёл за клуб 6 матчей, результативными действиями не отличившись, и в декабре 2020 года покинул клуб по истечении контракта. В феврале 2021 года футболист присоединился к бобруйской «Белшине». Однако вскоре, ещё до начала сезона, покинул клуб и присоединился калинковичской «Вертикали».

### «Энергетик-БГУ»
В июле 2021 года футболист присоединился к столичному «Энергетику-БГУ». Дебютировал за клуб 30 июля 2021 года в матче против брестского «Руха», выйдя на замену на 70 минуте. Футболист смог быстро закрепиться в основной команде клуба, чередуя матчи в стартовом составе и со скамейки запасных. В начале 2022 года футболист продолжил тренироваться с клубом. Первым результативным действием за клуб футболист отличился 2 мая 2022 года в матче против против гродненского «Немана», отдав голевую передачу. По итогу сезона футболист вместе с клубом стал серебряным призёром Высшей лиги.
В декабре 2022 года футболист вместе с основной командой клуба стал готовиться к новому сезону. Первый матч за клуб сыграл 19 марта 2023 года против «Слуцка», выйдя на поле в стартовом составе. На протяжении всего сезона футболист был одним из ключевых игроков клуба, однако результативными действиями не отличился. Завершил сезон футболист на итоговом предпоследнем месте в чемпионате, отправившись в стыковые матчи за сохранение прописки. По итогу стыковых матчей футболист вместе с клубом уступил «Витебску» и вылетел в Первую лигу. В декабре 2023 года футболист приступил к подготовке к новому сезону в рамках Первой лиги. В январе 2024 года футболист покинул клуб.

### «Бухара»
В январе 2024 года появилась информация, что футболист станет игроком узбекского клуба «Бухара». В феврале 2024 года футболист официально присоединился к узбекскому клубу, подписав контракт до конца сезона. Дебютировал за клуб футболист 13 марта 2024 года в матче против клуба «Шуртан», выйдя на замену в начале второго тайма. На протяжении сезона футболист так и не смог закрепиться в основной команде клуба, большую часть матчей проведя на скамейке запасных, результативными действиями не отличившись. По итогу сезона футболист вместе с клубом стал серебряным призёром чемпионата. В декабре 2024 года футболист покинул узбекский клуб по окончании срока действия контракта.

### «Витебск»
В январе 2025 года появилась информация, что футболист присоединиться к «Витебску». Спустя неделю футболист официально присоединился к клубу. Дебютировал за клуб футболист 2 марта 2025 года в четвертьфинальном матче Кубка Беларуси против клуба «Слуцк-2024», выйдя на поле в стартовом составе. Первый матч в чемпионате футболист сыграл 15 марта 2025 года против борисовского БАТЭ, выйдя на поле в стартовом составе. Дебютным забитым голом за клуб футболист отличился 26 апреля 2025 года в матче против «Гомеля». По итогу полуфинальных матчей Кубка Беларуси футболист вместе с клубом уступили гродненскому «Неману». По окончании первого круга сезона-2025 покинул команду, сыграв во всех 15 матчах высшей лиги и набрав 1+1 по системе «гол+пас». Впоследствии подписал контракт с мозырской «Славией», занимавший на тот момент второе место в высшей лиге.

## Международная карьера
Выступал в юношеских сборный Беларуси до 17 лет и 18 лет.